# Olympische Winterspiele 2002/Teilnehmer (Großbritannien)
| Gelbes Symbol für Goldmedaillen mit stilisierten Olympischen Ringen | Graues Symbol für Silbermedaillen mit stilisierten Olympischen Ringen | Braundes Symbol für Bronzemedaillen mit stilisierten Olympischen Ringen |
| ------------------------------------------------------------------- | --------------------------------------------------------------------- | ----------------------------------------------------------------------- |
| 1                                                                   | —                                                                     | 1                                                                       |

Das Vereinigte Königreich nahm bei den Olympischen Winterspielen 2002 zum 19. Mal an Olympischen Winterspielen teil. Insgesamt wurden 49 Sportler nach Salt Lake City entsandt, die in elf Disziplinen antraten.
Mit einer Gold- sowie einer Bronzemedaille lag das Land auf Platz 18 des Medaillenspiegels.
Fahnenträger bei der Eröffnungsfeier war der Biathlet Mike Dixon.

## Übersicht der Teilnehmer

### Biathlon
Männer
- Mike Dixon
10 km Sprint: 74. Platz (28:58,7 min)
20 km Einzel: 79. Platz (1:02:04,9 h)
4 × 7,5 km Staffel: 19. Platz (1:36:06,0 h)

- Mark Gee
10 km Sprint: 72. Platz (28:57,8 min)
20 km Einzel: 81. Platz (1:02:10,2 min)
4 × 7,5 km Staffel: 19. Platz (1:36:06,0 h)

- Hugh Pritchard
4 × 7,5 km Staffel: 19. Platz (1:36:06,0 h)

- Jason Sklenar
10 km Sprint: 71. Platz (28:43,4 min)
20 km Einzel: 48. Platz (57,27,2 min)
4 × 7,5 km Staffel: 19. Platz (1:36:06,0 h)

### Bob
Frauen, Zweier
- Michelle Coy, Jackie Davies
11. Platz (1:39,55 min)

- Cheryl Done, Nicola Gautier-Minichiello
12. Platz (1:39,89 min)

Männer, Zweier
- Lee Johnston, Marcus Adam
10. Platz (3:12,27 min)

- Neil Scarisbrick, Colin Bryce
22. Platz (3:14,12 min)

Männer, Vierer
- Dean Ward, Neil Scarisbrick, Scott Rider, Philip Goedluck
11. Platz (3:09,37 min)

- David McCalla, Lee Johnston, Phil Harries, Paul Attwood
14. Platz (3:09,77 min)

### Curling
Frauen
- Janice Rankin, Margaret Morton, Rhona Martin, Fiona MacDonald, Debbie Knox
Gold

Männer
- Warwick Smith, Hammy McMillan, Ewan MacDonald, Peter Loudon, Norman Brown
7. Platz

### Eiskunstlauf
Eistanz
- Vitali Baranov, Marika Humphreys
15. Platz

### Freestyle-Skiing
Frauen
- Joanne Bromfield
Buckelpiste: 28. Platz

- Laura Donaldson
Buckelpiste: 29. Platz

Männer
- Sam Temple
Buckelpiste: 29. Platz

### Rodeln
Männer
- Mark Hatton
Einsitzer: 25. Platz (3:01,566 min)

### Shorttrack
Frauen
- Joanna Williams
500 m: 21. Platz (46,631 s, Vorlauf)
1000 m: 9. Platz (1:34,373 min, Halbfinale)
1500 m: 16. Platz (2:27,845 min, Vorlauf)

- Sarah Lindsay
500 m: 10. Platz (44,912 s, Viertelfinale)
1000 m: 13. Platz (1:36,753 min, Viertelfinale)
1500 m: 24. Platz (3:01,223 min, Vorlauf)

Männer
- Nicky Gooch
1000 m: 27. Platz (1:38,034 min, Vorlauf)
1500 m: 17. Platz (2:25,903 min, Halbfinale)

- Leon Flack
500 m: 22. Platz (43,965 s, Vorlauf)
1000 m: 14. Platz (1:28,604 min, Viertelfinale)
1500 m: 22. Platz (2:25,832 min, Vorlauf)

- Dave Allardice
500 m: 19. Platz (42,980 s, Vorlauf)

### Skeleton
Frauen
- Alex Coomber
Bronze  (1:45,37 min)

Männer
- Kristan Bromley
13. Platz (1:43,43 min)

### Ski Alpin
Frauen
- Chemmy Alcott
Abfahrt: 32. Platz (1:45,98 min)
Super-G: 28. Platz (1:17,34 min)
Riesenslalom: 30. Platz (2:38,47 min)
Slalom: Ausgeschieden
Kombination: 14. Platz (2:51,34 min)

- Emma Carrick-Anderson
Slalom: 19. Platz (1:53,79 min)

Männer
- Alain Baxter
Slalom: nach Rang 3 disqualifiziert

- Noel Baxter
Slalom: 20. Platz (1:49,64 min)

- Ross Green
Abfahrt: nicht angetreten
Riesenslalom: 29. Platz (2:29,31 min)
Kombination: 15. Platz (3:29,11 min)

- Gareth Trayner
Slalom: 22. Platz (1:50,91 min)

### Skispringen
Männer, Einzel
- Glynn Pedersen
Normalschanze: 43. Platz (88,0 Pkt., Qualifikation)
Großschanze: 48. Platz (56,3 Pkt., Qualifikation)

### Snowboard
Frauen
- Lesley McKenna
Halfpipe: 17. Platz